# بیلی یون
بیلی یون (انگلیسی: Billy Ions؛ زادهٔ ۱۱ مارس ۱۹۹۴) بازیکن فوتبال اهل بریتانیا است.